# Gerhard Schäfer (Richter)
Gerhard Schäfer (* 18. Oktober 1937 in Stuttgart) war von 1989 bis 2002 Richter am Bundesgerichtshof.
Nach Beendigung seiner juristischen Ausbildung 1965 ließ sich Schäfer zunächst als Rechtsanwalt nieder, ehe er 1967 in den Justizdienst des Landes Baden-Württemberg eintrat. 1968 wurde er zum Amtsgerichtsrat und 1972 zum Landgerichtsrat beim Landgericht Stuttgart ernannt. Bereits im Oktober 1974 erfolgte dann seine Ernennung zum Vorsitzenden Richter am Landgericht. 
Nach seiner Berufung an den Bundesgerichtshof im Jahre 1989 gehörte Schäfer zunächst dem 2. Strafsenat und kurze Zeit gleichzeitig dem 3. Strafsenat an, ehe das Präsidium ihn 1991 dem 5. Strafsenat zuwies, der damals noch in Berlin residierte. Dem 5. Strafsenat sollte er bis 1996, zuletzt zugleich als Mitglied des Großen Senats für Strafsachen, angehören. Ab 1993 war Schäfer zudem stellvertretender Vorsitzender des Senats für Wirtschaftsprüfersachen und des Senats für Steuerberater- und Steuerbevollmächtigtensachen. Im August 1996 wurde Schäfer zum Vorsitzenden Richter am Bundesgerichtshof ernannt und übernahm den Vorsitz im 1. Strafsenat.
2006 führte ein Bericht, den Schäfer als Sachverständiger des Parlamentarischen Kontrollgremiums gem. § 2c PKGrG anfertigte, zum Bekanntwerden der Bespitzelung von Journalisten durch den Bundesnachrichtendienst. Am 30. Mai 2008 gab die Deutsche Telekom AG bekannt, dass Schäfer zur Aufklärung der Telekom-Bespitzelungsaffäre als Sachverständiger mit der Untersuchung des Sachverhalts beauftragt wurde.
Im Jahr 2011 war Schäfer der Leiter der Untersuchungskommission, welche die Arbeit des Verfassungsschutzes und der Polizeibehörden im Kontext der Morde und Terroranschläge des rechtsextremen NSU untersucht hat.
Schäfer ist Autor zahlreicher juristischer Publikationen; unter anderem kommentiert er die §§ 94 bis 111p der deutschen Strafprozessordnung mit den Ermittlungsmaßnahmen im StPO-Großkommentar Löwe-Rosenberg und war bis 2024 als geschäftsführender Herausgeber der Zeitschrift Juristische Rundschau tätig.
Er ist Mitglied der Studentenverbindung A.V. Virtembergia Tübingen.